# آداما ترائوره (بازیکن فوتبال، زاده ۱۹۹۶)
آداما ترائوره دیارا (فرانسوی: Adama Traoré Diarra‎؛ زادهٔ ۲۵ ژانویهٔ ۱۹۹۶) بازیکن فوتبال اهل اسپانیا است که در پست وینگر برای باشگاه فوتبال فولام بازی می کند.
از باشگاه‌هایی که در آن بازی کرده‌است می‌توان به بارسلونا، استون ویلا، میدلزبرو و ولورهمپتون واندررز اشاره کرد. همچنین ترائوره سابقه بازی در رده‌های زیر ۱۶ سال اسپانیا، زیر ۱۷ سال اسپانیا، زیر ۱۹ سال اسپانیا، زیر ۲۱ سال اسپانیا و تیم ملی فوتبال اسپانیا را دارد.

## عملکرد باشگاهی

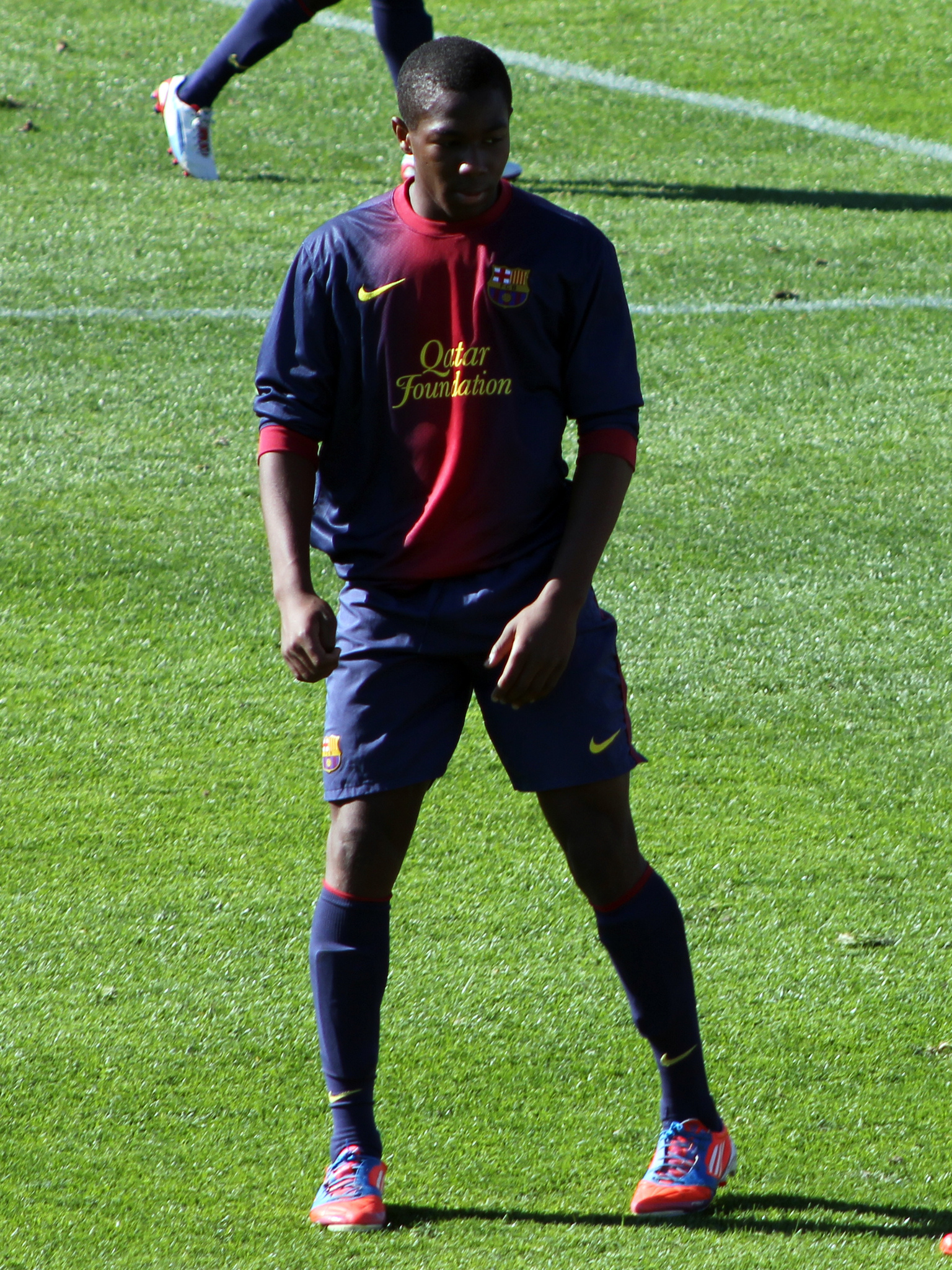
آداما ترائوره درحال بازی برای یکی از تیم های پایه بارسلونا

### بارسلونا
ترائوره از والدین مالیایی در کاتالونیا به دنیا آمد. وی پس از مدت کوتاهی در سال ۲۰۰۴ در ۸ سالگی به مجموعه جوانان من سیتی پیوست. در سال ۲۰۱۳، او به تیم B معرفی شد و در ۶ اکتبر با نتیجه ۱ بر صفر مقابل پونفرادینا برای قهرمانی سگوندا د ویژین، اولین بازی خود را در ۶ اکتبر انجام داد.
در ۹ نوامبر ۲۰۱۳، ترائوره به عنوان یک بازیکن تعویضی نیمه وقت حاضر شد اما به دلیل خطا و دادن پنالتی به یونایتد ژان در مینی استادی اخراج شد. دو هفته بعد، او اولین بازی خود در لیگ جزیره را در سن ۱۷ سالگی انجام داد، در حالی که در دقایق پایانی جایگزین سرخیو آگوئرو شد و باشگاه فوتبال سیتی این بازی را با نتیجه خانگی ۰–۴ مقابل باشگاه فوتبال آرسنال پیروز شد.
او اولین حضور خود در لیگ قهرمانان اروپا را در تاریخ ۲۶ نوامبر انجام داد و در دقیقه ۸۲ با نتیجه ۱–۲ بر صفر مقابل آژاکس در مرحله گروهی به عنوان جانشین سسک فابراگاس به میدان رفت. ترائوره همچنین در نسخه افتتاحیه لیگ جوانان یوفا برای تیم زیر ۱۹ سال بارسلونا حضور داشت، پنج بار بازی کرد و دو بار نیز به عنوان قهرمانی دست یافت. او در ۱۶ دسامبر ۲۰۱۴ نخستین گل خود را برای تیم اصلی بلوگرانا به ثمر رساند، ۱۶ دقیقه بازی کرد و به تحقیر ۸–۱ خانگی هوئسکا در کوپا دل ری کمک کرد.

#### استون ویلا
در ۱۴ اوت ۲۰۱۵، ترائوره با قراردادی ۵ ساله به استون ویلا در لیگ برتر پیوست و مبلغ ۷ میلیون پوند (۱۰ میلیون یورو) که می‌تواند به ۱۲ میلیون یورو برسد، به استون ویلا پیوست و بارسلونا یک بند خرید سه ساله برگشت را در قرارداد او نهاد.